# Ethochorema hesperium
Ethochorema hesperium là một loài Trichoptera trong họ Hydrobiosidae. Chúng phân bố ở miền Australasia.